# Förderpreis für Architektur der Landeshauptstadt München
Der Förderpreis Architektur der Landeshauptstadt Stadt München wird seit 1957 (seit 2000 biennal) für eine künstlerisch herausragende Leistung bzw. eine ungewöhnliche künstlerische Position im Bereich Architektur vergeben. Entscheidend für die Beurteilung sind die aktuellen Leistungen und das bisherige Schaffen des Künstlers oder der Künstlerin. Für den Förderpreis kommen nur Architekten bzw. Teams in Betracht, die in München oder der Region München leben bzw. deren Schaffen mit dem Kulturleben Münchens eng verknüpft ist. Eine Eigenbewerbung ist nicht möglich. Vorschlagsrecht hat eine vom Stadtrat alle zwei Jahre neu einzuberufende Kommission, die aus Fachjuroren und Mitgliedern des Stadtrats besteht. Der Preis ist mit 8000 Euro dotiert.
Der Förderpreis Architektur wird zusammen mit dem Förderpreis Bildende Kunst, dem Förderpreis Design, dem Förderpreis Fotografie und dem Förderpreis Schmuck vergeben. Für jeden Bereich ist eine eigene Jury eingesetzt. Werke aller von der Jury vorgeschlagenen Künstler werden jeweils in einer Ausstellung in der städtischen Kunsthalle Lothringer13 gezeigt.

## Preisträger

### 2024
|             | Architekten                                                                 |
| ----------- | --------------------------------------------------------------------------- |
| Preis       | Victoria Schweyer und Jana Wunderlich (pflücken)                            |
| Nominierung | Benjamin Eder und Lena Maria Eder                                           |
| Nominierung | Nanni Grau und Frank Schönert (Hütten & Paläste)                            |
| Nominierung | Johannes Krohne und Bernhard Kurz (IFUB*)                                   |
| Nominierung | Katja Aufermann und Ingrid Liebald (Liebald + Aufermann)                    |
| Nominierung | Mauricio Fleischer Acuña, Thomas Rojas Sonderegger, Marlene Stechl (HopfON) |
| Nominierung | Gesche Bengtsson, Elena Masla und Zora Syren (et al.)                       |

### 2022
|             | Architekten                                  |
| ----------- | -------------------------------------------- |
| Preis       | Kollektiv P.O.N.R.                           |
| Nominierung | Max Otto Zitzelsberger                       |
| Nominierung | Benedikt Hartl (Opposite Office)             |
| Nominierung | Roman Leonhartsberger (pan m)                |
| Nominierung | Martin Baur und Florian Latsch (Baur Latsch) |
| Nominierung | Julian von Klier (strobo B M)                |

### 2020
|             | Architekten                                                     |
| ----------- | --------------------------------------------------------------- |
| Preis       | Carsten Jungfer und Norbert Kling                               |
| Nominierung | Max Otto Zitzelsberger                                          |
| Nominierung | Julian Chiellino, Felix Reiner und Sophie Reiner (studioeuropa) |
| Nominierung | Carmen Wolf                                                     |
| Nominierung | Florian Heim und Markus O. Kutschner (Heim Kutschner)           |
| Nominierung | Wolfgang Huß, Martin Kühfuss und Christian Schüle               |

### 2018
|             | Architekten                                                               |
| ----------- | ------------------------------------------------------------------------- |
| Preis       | Sofia Dona                                                                |
| Nominierung | Sebastian Multerer                                                        |
| Nominierung | Max Otto Zitzelsberger                                                    |
| Nominierung | Andy Westner, Werner Schührer, Christian Zöhrer (Westner Schührer Zöhrer) |
| Nominierung | Katharina Leuschner und Victoria von Gaudecker                            |
| Nominierung | Stephan Rauch                                                             |
| Nominierung | Olga Ritter und Kilian Jockisch (Ritter Jockisch)                         |

### 2016
|             | Architekten                                                                           |
| ----------- | ------------------------------------------------------------------------------------- |
| Preis       | Kofink Schels                                                                         |
| Nominierung | Benedict Esche                                                                        |
| Nominierung | Roman Dietzig und Anne Wernicke (Studio Dietzig)                                      |
| Nominierung | Agnes Förster                                                                         |
| Nominierung | Alexander Fthenakis und Rolf Berninger                                                |
| Nominierung | Vanessa Philipp, Philipp Reichelt, Werner Schührer, Andy Westner und Christian Zöhrer |

### 2014
|             | Architekten                                                                            |
| ----------- | -------------------------------------------------------------------------------------- |
| Preis       | Dominikus Stark                                                                        |
| Nominierung | nbundm* (Christian Neuburger, Jan Bohnert, Anick Müller)                               |
| Nominierung | Max Otto Zitzelsberger                                                                 |
| Nominierung | Stefan Speier, Reinhard Unger und Florian Zielinski, Teleinternetcafe und TH Treibhaus |
| Nominierung | Katharina Leuschner und Victoria von Gaudecker                                         |
| Nominierung | Lydia Haack und John Höpfner                                                           |
| Nominierung | Philipp Neutard und Babette Schneider                                                  |

### 2013
|             | Architekten                                     |
| ----------- | ----------------------------------------------- |
| Preis       | Nuyken von Oefele                               |
| Nominierung | Florian Fischer-Almannai und Sebastian Multerer |
| Nominierung | Caro Baumann und Johannes Schele                |
| Nominierung | Tammo Prinz                                     |
| Nominierung | Jan Wagner                                      |
| Nominierung | Florian Wurfbaum und Inês Dantas                |

### 2011
|                   | Architekten         |
| ----------------- | ------------------- |
| Preis             | Palais Mai          |
| Lobende Erwähnung | Alexander Müller    |
| Nominierung       | Jan Foerster        |
| Nominierung       | Stefanie Seeholzer  |
| Nominierung       | Katharina Leuschner |
| Nominierung       | Lutz Ring           |

### 2009
|             | Architekten                                              |
| ----------- | -------------------------------------------------------- |
| Preis       | Stefan Giers und Susanne Gabriel                         |
| Nominierung | nbundm* (Christian Neuburger, Jan Bohnert, Anick Müller) |
| Nominierung | Jörg Bauer                                               |
| Nominierung | Klaus Friedrich, Ute Poerschke und Stefan Zwink          |
| Nominierung | Günter Heiß und Matthias Kirchhof                        |
| Nominierung | Hanno Kapfenberger                                       |
| Nominierung | Sandra Schuster                                          |
| Nominierung | Moritz Segers und Stefan Zunhamer                        |

### 2007
|             | Architekten     |
| ----------- | --------------- |
| Preis       | Wolfgang Brune  |
| Nominierung | Florian Fischer |

### Vor 2005
- 2005: Martina Günther und Jan Schabert
- 2003: Thomas Unterlandstättner und Martin Schmöller
- 2001: Markus Jatsch und Gunther Laux
- 1999: Hermann Hiller
- 1998: Matthias Castorph
- 1997: Eva Neumeyer
- 1996: Susanne Burger, Stefan Tischer und Gerhard Landau und Ludwig Kindelbacher (Nominierung: Andreas Meck)
- 1995: Doris Gruber und Bernard Popp (Nominierung: Hild und Kaltwasser)
- 1994: Peter Haimerl
- 1993: Allmann Sattler Wappner und Felix Schürmann
- 1992: Team Christoph Hilzinger und Tiemo Mehner
- 1991: Bernhard Peck
- 1990: Hein Goldstein
- 1989: Peter Bohn und Julia Mang–Bohn
- 1988: Rüdiger Leo Fritsch
- 1987: Anne-Christin Scheiblauer
- 1975–86: keine Preisverleihung
- 1974: Michael Eberl
- 1973: Walther und Bea Betz
- 1972: Bernhard von Busse
- 1971: Herbert Kochta
- 1970: Peter Lanz
- 1969: Johann-Christoph Ottow
- 1968: Günter Ludwig Eckert
- 1967: Kurt Ackermann
- 1966: Theodor Stein
- 1965: Hans Busso von Busse
- 1964: Peter Buddeberg
- 1963: Peter C. von Seidlein
- 1962: Franz Ruf
- 1961: Herbert Groethuysen
- 1960: Hans Maurer
- 1959: Fred Angerer
- 1958: Werner Wirsing
- 1957: Alexander von Branca